# Asilus armatus
Asilus armatus är en tvåvingeart som först beskrevs av Geoffroy 1785.  Asilus armatus ingår i släktet Asilus och familjen rovflugor.
Artens utbredningsområde är Frankrike. Inga underarter finns listade i Catalogue of Life.